# José Sacristán
José María Sacristán Turiégano (Chinchón, Madrid, 27 de setembre de 1937) és un actor espanyol de cinema, teatre i televisió.
Integrant inicialment del grup d'actors còmics de l'anomenat landisme durant els anys 70, la seva carrera cinematogràfica dona un gir important a partir de la Transició Espanyola, amb pel·lícules com Un hombre llamado Flor de Otoño o Asignatura pendiente, que li permeten enriquir el seu registre interpretatiu.

## Biografia

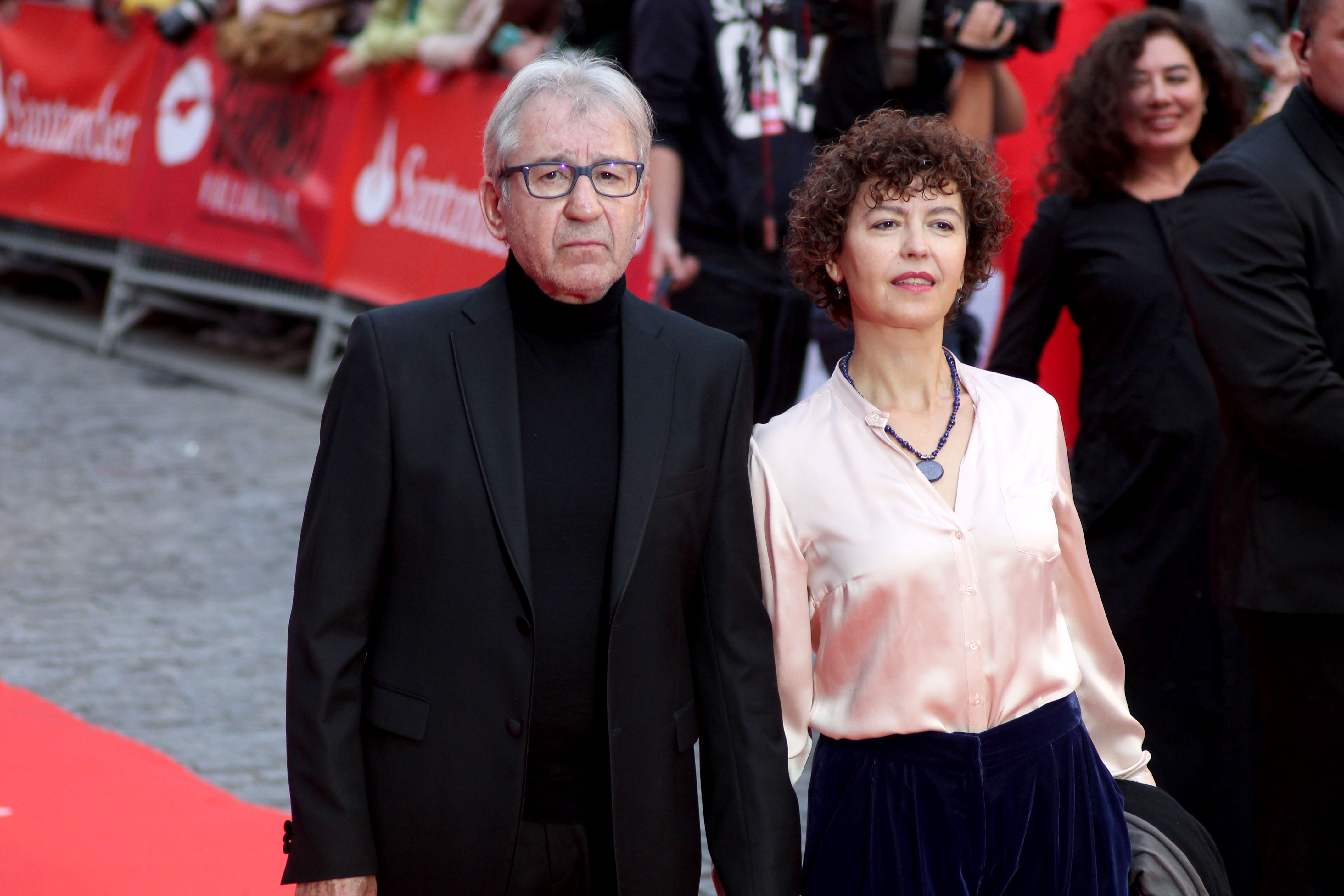
José Sacristán a la SEMINCI de 2015

Nascut en la localitat madrilenya de Chinchón en 1937, va estudiar en la Institució Sindical de Formació Professional Verge de la Paloma, llavors regentada per la Congregació Salesiana, però va abandonar el centre per a treballar des de la seva adolescència en un taller mecànic. La seva infància, a la Castella profunda de postguerra, va ser difícil per la fam, per veure a la seva mare quan tornava de visitar al seu pare en la presó, la situació socioeconòmica i política d'Espanya.
Quan estava complint el servei militar en Melilla, va decidir dedicar-se a la interpretació, deixant el seu treball de mecànic tornero, per a seguir la seva vocació teatral. Es va interessar des de molt jove pel teatre independent i comença en el Teatre Infanta Isabel de Madrid. Va actuar com a afeccionat fins a 1960, any en què debuta com a professional. El seu accés al món cinematogràfic es dona en la dècada dels seixanta amb papers secundaris que a poc a poc aniran adquirint importància.
Va començar en el teatre en 1960 amb Los ojos que vieron la muerte i destacà amb Julio César en 1964. Ja no deixaria els escenaris, que compagina des de 1965 amb el cinema i la televisió des de llavors.
Va estar inclòs en el grup d'actors més taquillers del cinema espanyol dels setanta al costat d'Alfredo Landa i José Luis López Vázquez. El seu debut al cinema es va produir amb La familia y uno más en 1965 i després vindrien les comèdies atrevides de l'època, sense perjudici que José Sacristán s'hagi revelat com un excel·lent actor dramàtic en treballs com Un hombre llamado Flor de Otoño, de Pedro Olea, La colmena, de Mario Camus o El pájaro de la felicidad, de Pilar Miró.
Amb més d'un centenar de pel·lícules a la seva esquena, també ha destacat com a director. Va dirigir i va protagonitzar Soldados de plomo (1983), Cara de acelga (1987), on també va ser el responsable del guió al costat de Carlos Pérez Merinero, i Yo me bajo en la próxima, ¿y usted? (1992), en la qual va compartir protagonisme amb Concha Velasco.
És un actor estretament vinculat al teatre i entre els seus últims treballs destaquen els musicals El hombre de La Mancha i My Fair Lady en els quals va compartir protagonisme amb Paloma San Basilio i va treure a relluir una faceta fins ara desconeguda, la musical.
Resulta premiat amb la Conquilla de Plata en el Festival de Cinema de Sant Sebastià de 1978 per Un hombre llamado Flor de Otoño i en 1982 aconsegueix el primer dels seus quatre Fotogramas de Plata pel seu treball a la pel·lícula La colmena. En 2012 obté el seu primer, i únic, Premi Goya pel seu paper en la pel·lícula de Javier Rebollo, El muerto y ser feliz, per la qual també rep la seva segona Conquilla de Plata a Sant Sebastià.
En 2010 va ser nomenat Arxipreste de l'Any al Festival Medieval de Hita.
En 2011 la prestigiosa Asociación de Cronistas Cinematográficos de la Argentina li lliura el Premi Còndor de Plata a la trajectòria en la 59a Cerimònia d'aquest premi, considerat el màxim guardó al cinema a l'Argentina.
El 2013 va tornar a la televisió fitxant per la sèrie Velvet a Antena 3. En 2014 va interpretar el paper de Damián a Magical Girl, el segon llargmetratge de Carlos Vermut.
L'any 2016 va ser molt productiu per a ell. Va participar en les pel·lícules Las furias, Toro, Quatretondeta i Yo quise hacer los bingueros 2. A més protagonitzà l'obra de teatre Muñeca de porcelana, obra escrita per David Mamet per a Al Pacino y dirigida pel director andalús Juan Carlos Rubio, estrenada al Teatro Lope de Vega de Sevilla en febrer de 2016.
El 2017, any en què va complir 80 anys, va gravar Tiempos de guerra, sèrie d'Antena 3, va rodar l'opera prima de Pau Durà, Formentera Lady, i va reprendre des del mes de setembre la gira de Muñeca de porcelana, de David Mamet, prevista fins a juny de 2018.
Al setembre de 2018 s'anuncia que formarà part del repartiment d'Alta mar la nova sèrie de Bambú Producciones, juntament amb la veterana Ángela Molina

## Vida personal
Quant a la seva vida personal, va estar casat amb l'actriu francesa Liliane Meric, amb qui va rodar en 1975 Lo verde empieza en los Pirineos i va tenir una filla. Posteriorment es va casar en segones nupcias amb Amparo Pascual. Té dos fills del seu primer matrimoni.
Durant tota la seva vida s'ha posicionat a favor de causes justes i en defensa de la igualtat.

## Filmografia
- Formentera Lady (2018)
- Las furias (2016)
- Toro (2016)
- Quatretondeta (2016)
- Yo quise hacer los bingueros 2 (2016)
- Vulcania (2015)
- Perdiendo el norte (2015)
- Murieron por encima de sus posibilidades (2014)
- Magical Girl (2014)
- La hermandad (2013)
- El muerto y ser feliz (2012)
- Madrid, 1987 (2011)
- La guerra de los mundos (2005, narrador en la versió en castellà)
- Cosas que hacen que la vida valga la pena (2004)
- Roma (2004)
- Bar "El Chino" (2003)
- Fumata blanca (2002)
- La marcha verde (2001)
- Siete mil días juntos (1995)
- Convivencia (1993)
- Todos a la cárcel (1993)
- Madregilda (1993)
- El pájaro de la felicidad (1993)
- Historias de la puta mili (1993)
- Yo me bajo en la próxima, ¿y usted? (1992, també com a director)
- Un lugar en el mundo (1992)
- El vuelo de la paloma (1989)
- El extranger-oh! de la calle Cruz del Sur (1987)
- Luna de lobos (1987)
- El viaje a ninguna parte (1986)
- Cara de acelga (1986, también como director)
- A la pálida luz de la luna (1985)
- La vaquilla (1985)
- Dos mejor que uno (1984)
- La noche más hermosa (1984)
- Epílogo (1984)
- Asalto al Banco Central (1983)
- Soldados de plomo (1983, també com a director)
- Estoy en crisis (1982)
- La colmena (1982)
- ¡Que vienen los socialistas! (1982)
- La cripta (1981)
- Navajeros (1980)
- El divorcio que viene (1980)
- Operación Ogro (1979)
- Miedo a salir de noche (1979)
- Mis relaciones con Ana (1979)
- ¡Arriba Hazaña! (1978)
- El diputado (1978)
- Un hombre llamado Flor de Otoño (1978)
- Solos en la madrugada (1978)
- Oro rojo (1978)
- Reina Zanahoria (1977)
- Parranda (1977)
- Asignatura pendiente (1977)
- Hasta que el matrimonio nos separe (1976)
- Ellas los prefieren...locas (1976)
- Las largas vacaciones del 36 (1976)
- El secreto inconfesable de un chico bien (1975)
- La mujer es cosa de hombres (1975)
- Lo verde empieza en los Pirineos (1975)
- No quiero perder la honra (1975)
- Los nuevos españoles (1975)
- La mujer con botas rojas (1974)
- Mi mujer es muy decente, dentro de lo que cabe (1974)
- Vida conyugal sana (1974)
- Sex o no sex (1974)
- Manolo nuit (1973)
- El abuelo tiene un plan (1973)
- Señora doctor (1973)
- Las estrellas están verdes (1973)
- Pasqualino Cammarata Capitano di Fregata (1973)
- Dos chicas de revista (1972)
- El padre de la criatura (1972)
- París bien vale una moza (1972)
- Guapo heredero busca esposa (1972)
- Vente a Alemania, Pepe (1971)
- La graduada (1971)
- Vente a ligar al Oeste (1971)
- No desearás a la mujer del vecino (1971)
- Las ibéricas F.C. (1971)
- Españolas en París (1971)
- El apartamento de la tentación (1971)
- Cómo casarse en siete días (1971)
- Pierna creciente, falda menguante (1970)
- El hombre que se quiso matar (1970)
- Cateto a babor (1970)
- La tonta del bote (1970)
- Don Erre que Erre (1970)
- Una señora llamada Andrés (1970)
- El ángel (1969)
- Sangre en el ruedo (1969)
- Soltera y madre en la vida (1969)
- Relaciones casi públicas (1968)
- No le busques tres pies al gato (1968)
- ¡Cómo está el servicio! (1968)
- Novios 68 (1967)
- Sor Citroën (1967)
- ¿Qué hacemos con los hijos? (1967)
- Un millón en la basura  (1967)
- El arte d casarse (1966)
- La ciudad no es para mí (1966)
- La familia y uno más (1965)

## Obres de teatre
- Señora de rojo sobre fondo gris (2018)
- Muñeca de porcelana (2016)
- El loco de los balcones (2014)
- Yo soy Don Quijote de la Mancha (2012)
- Caminando con Antonio Machado (2011-2012, obra que ret homenatge a l'escriptor sevillà)
- Dos menos (2008-2010)
- Un picasso (2007)
- Almacenados (2004-2005)
- Danza macabra (2004)
- My Fair Lady (2001-2003)
- La muerte de un viajante (2000-2001)
- Amadeus (2000)
- El hombre de La Mancha (1997-1999)
- Cristales rotos (1995)
- La Gallarda (1992)
- Las guerras de nuestros antepasados (1989-1990)
- Una jornada particular (1988)
- Yo me bajo en la próxima, ¿y usted? (1980-1982)
- Sé infiel y no mires con quién (1972)
- No entiendo a mi marido (1968)
- Corona de amor y muerte (1966)
- Café con pimienta (1965)
- Julio César (1964)
- Los ojos que vieron la muerte (1960)

## Televisió
| Any         | Títol               | Personatge           | Cadena   | Dades        |
| ----------- | ------------------- | -------------------- | -------- | ------------ |
| 1968        | Hora once           |                      | TVE      | 3 episodis   |
| 1966 - 1970 | Teatro de siempre   | Jantias              | TVE      | 9 episodis   |
| 1972 - 1975 | Estudio 1           | Diversos personatges | TVE      | 7 episodis   |
| 1988        | Gatos en el tejado  | Manolo Beltrán       | TVE      | 13 capítulos |
| 1991        | Farmacia de guardia | Mateo                | Antena 3 | 1 episodi    |
| 1995        | Quién da la vez     | Viviano              | Antena 3 | 13 capítulos |
| 1996 - 1997 | Éste es mi barrio   | Cándido Cabrales     | Antena 3 | 31 episodis  |
| 2014 - 2016 | Velvet              | Emilio López         | Antena 3 | 55 episodis  |
| 2017        | Tiempos de guerra   | Vicente Ruiz-Márquez | Antena 3 | 13 capítols  |
| 2017 - 2018 | Velvet Colección    | Emilio López         | #0       | 6 episodis   |
| 2019        | Alta mar            | Tío Pedro            | Netflix  | ¿? episodis  |

## Premis i nominacions
Festival Internacional de Cinema de Sant Sebastià
| Any  | Categoria                          | Pel·lícula                      | Resultat  |
| ---- | ---------------------------------- | ------------------------------- | --------- |
| 1978 | Conquilla de Plata al millor actor | Un hombre llamado Flor de Otoño | Guanyador |
| 2012 | Conquilla de Plata al millor actor | El muerto y ser feliz           | Guanyador |

Premis Goya
| Any  | Categoria              | Pel·lícula            | Resultat  |
| ---- | ---------------------- | --------------------- | --------- |
| 2012 | millor actor           | El muerto y ser feliz | Guanyador |
| 2014 | millor actor secundari | Magical Girl          | Nominat   |

Premi Sant Jordi de Cinematografia
| Any  | Categoria                                    | pel·lícula                                                                          | Resultat  |
| ---- | -------------------------------------------- | ----------------------------------------------------------------------------------- | --------- |
| 1974 | millor interpretació en pel·lícula espanyola | Vida conyugal sana                                                                  | Guanyador |
| 1979 | millor actor espanyol                        | Parranda El diputado Solos en la madrugada Un hombre llamado Flor de Otoño Oro rojo | Guanyador |
| 2012 | millor actor espanyol                        | Madrid, 1987                                                                        | Guanyador |

Premis Cóndor de Plata
| Any  | Categoria                     | pel·lícula                    | Resultat  |
| ---- | ----------------------------- | ----------------------------- | --------- |
| 1993 | millor actor secundari        | Un lugar en el mundo          | Guanyador |
| 2011 | Premi Cóndor de Plata d'Honor | Premi Cóndor de Plata d'Honor | Guanyador |

Premis Feroz
| Any  | Categoria                           | pel·lícula                        | Resultat                            |
| ---- | ----------------------------------- | --------------------------------- | ----------------------------------- |
| 2017 | millor actor secundari en una sèrie | Velvet                            | Guanyador (ex aequo amb Hugo Silva) |
| 2015 | millor actor de repartiment         | Magical Girl                      | Guanyador                           |
| 2014 | Feroz d'Honor, a tota una carrera   | Feroz d'Honor, a tota una carrera | Guanyador                           |

Premis José María Forqué
| Any  | Categoria                      | pel·lícula   | Resultat  |
| ---- | ------------------------------ | ------------ | --------- |
| 2012 | millor interpretació masculina | Madrid, 1987 | Guanyador |

Fotogramas de Plata
| Any  | Categoria                     | pel·lícula/Serie/Montaje              | Resultat  |
| ---- | ----------------------------- | ------------------------------------- | --------- |
| 2012 | millor actor de teatre        | Yo soy Don Quijote de la Mancha       | Guanyador |
| 2005 | millor actor de teatre        | Almacenados                           | Nominat   |
| 2001 | millor actor de teatre        | La muerte de un viajante My Fair Lady | Guanyador |
| 1997 | millor actor de teatre        | El hombre de La Mancha                | Guanyador |
| 1988 | millor intèrpret de televisió | Gatos en el tejado                    | Guanyador |
| 1982 | millor actor de cinema        | La colmena                            | Guanyador |

Premis TP d'Or
| Any  | Categoria                 | Serie              | Resultat  |
| ---- | ------------------------- | ------------------ | --------- |
| 1988 | millor actor de televisió | Gatos en el tejado | Guanyador |

Premis ACE (Nova York)
| Any  | Categoria    | pel·lícula | Resultat  |
| ---- | ------------ | ---------- | --------- |
| 1984 | millor actor | La colmena | Guanyador |

Premis de la Unión de Actores
| Any  | Categoria                                      | Serie             | Resultat |
| ---- | ---------------------------------------------- | ----------------- | -------- |
| 1996 | millor interpretació protagonista de televisió | Éste es mi barrio | Nominat  |

Medalles del Cercle d'Escriptors Cinematogràfics
| Any  | Categoria    | pel·lícula   | Resultat |
| ---- | ------------ | ------------ | -------- |
| 2012 | millor actor | Madrid, 1987 | Nominat  |

- Premi Nacional de Cinematografia Nacho Martínez del Festival Internacional de Cinema de Gijón (2015).
- Premi Corral de Comèdies del Festival de Teatre Clàssic d'Almagro (2017).[9]